# Leprodera
Leprodera is een kevergeslacht uit de familie van de boktorren (Cerambycidae). De wetenschappelijke naam van het geslacht werd voor het eerst geldig gepubliceerd in 1857 door Thomson.

## Soorten
Leprodera omvat de volgende soorten:
- Leprodera elongata Thomson, 1857
- Leprodera verrucosa Pascoe, 1866